# Roberto Bonnano
Roberto Bonnano (Ciudadela, 26 novembre 1938 – 22 gennaio 2012) è stato un calciatore argentino, di ruolo di attaccante.

## Palmarès

### Nazionale
- Giochi panamericani: 1

Argentina: Chicago 1959